# Corsair Components
Corsair Gaming, Inc. (прежние названия — Corsair Components, Corsair Memory и Corsair Microsystems)— это американский производитель игрового компьютерного оборудования и периферии, Штаб-квартира — в городе Милпитас, штат Калифорния.
Компания была основана в городе Фримонт, штат Калифорния в январе 1994 года как Corsair Microsystems Inc. Энди Полом, Доном Либерманом и Джоном Бикли и перерегистрирована в Делавэре в 2007 году как Corsair Components, Inc. Компания разрабатывает и продаёт широкий ассортимент продукции для компьютеров, включая высокоскоростные DRAM модули оперативной памяти, блоки питания формата ATX, USB-флэш-накопители, игровую периферию, компьютерные корпуса, твердотельные накопители (SSD) и динамики.
Кроме штаб-квартиры в Калифорнии, Corsair владеет заводами в Таоюане, Тайвань, для сборки, тестирования и упаковки продуктов; распределительными центрами, офисами продаж и маркетинга в Азии, США, и Европе.

## Инновации
Изначально Corsair разрабатывала модули кеш-памяти 2 уровня, так же известные как Cache on a stick или COAST модули.
Компания Intel включила кэш L2 в линейку микропроцессоров Pentium Pro.

## История
Corsair фокусировалась на выпуске DRAM модулей на серверный рынок. В 2002 году Corsair начала производить модули DRAM, специально для энтузиастов, которые использовали их для разгона. С тех пор Corsair расширила свою линейку продуктов, включив в неё множество типов высокопроизводительных игровых периферийных устройств, высокопроизводительных систем воздушного и водяного охлаждения и других компонентов для энтузиастов. Примерно в 2009 году компания Corsair обратилась к CoolIT Systems с просьбой интегрировать их технологию жидкостного охлаждения в предложения Corsair, что привело к долгосрочному партнерству.
В мае 2021 года Corsair объявила, что перенесет свою штаб-квартиру из Фримонта в Милпитас.

## Слияния и поглощения
26 июля 2017 года EagleTree Capital заключила соглашение о приобретении контрольного пакета акций Corsair у Francisco Partners и нескольких других миноритарных акционеров в рамках сделки на сумму 525 миллионов долларов. Основатель и генеральный директор Corsair Энди Пол сохранил свою долю в акционерном капитале и остался на посту генерального директора.
27 июня 2018 года Corsair объявила, что приобретет Elgato Gaming у мюнхенской компании Elgato, за исключением подразделения Eve, которое было выделено в отдельную компанию Eve Systems.
24 июля 2019 года было объявлено, что Corsair Components, Inc. приобрела ORIGIN PC Corp.
16 декабря 2019 года Corsair объявила о намерении приобрести SCUF Gaming.
21 августа 2020 года Corsair подала регистрационные документы в Комиссию по ценным бумагам и биржам США для запланированного IPO на сумму 100 миллионов долларов.
17 июля 2023 года Corsair объявила о приобретении онлайн-магазина механических клавиатур Drop.

## Продукты
Компания производит:
- DRAM модули памяти для настольных ПК и ноутбуков .
- USB-флэш-накопители
- БП формата ATX и SFX
- Корпуса для ПК
- Кулеры и замкнутые СЖО для процессоров, памяти и корпусов.
- Твердотельные накопители
- Игровые наушники
- Механические игровые клавиатуры
- Игровые компьютерные мыши
- Аудиоустройства
- Игровые и офисные кресла

## Внешние ссылки
- Официальный сайт Архивная копия от 25 мая 2016 на Wayback Machine